# Justice League Elite
Justice League Elite è una miniserie a fumetti di dodici numeri pubblicata mensilmente dalla DC Comics tra il 2004 e il 2005. Il fumetto fu creato dallo scrittore Joe Kelly e dal disegnatore Doug Mahnke.
La Justice League Elite fu formata per effettuare operazioni segrete che non sarebbero state accettabili per la JLA, con cui non si sarebbero mai "sporcati le mani".
(Superman)
La squadra fu formata al termine di JLA n. 100 dalla maggior parte della seconda incarnazione della Elite (mancante solo di Hat), membri della JLA e una coppia di spie/assassini. Operarono fuori Somerset, New Jersey.

## Membri
- Sorella Superiore - sorella del primo leader dell'Elite, Manchester Black, vede l'Elite come un mezzo di espiazione per le azioni sue di suo fratello.
- Coldcast - l'unico membro originale dell'Elite nella JLE, e ispirato da Superman nel combattimento al crimine dopo le sue prime azioni nell'Elite.
- Menagerie - unitasi con un'arma aliena (originariamente fuso alla sua sorella in coma) che la rese pazza, ora in una prigione per metaumani.
- Manitou Raven - Con sua moglie Dawn (che poi divenne Manitou Dawn dopo la morte del marito) servirono nella squadra come esperti di magia.
- Freccia Verde (Oliver Queen) - esperto di tattica e ala sinistra, comunemente coordinatore delle battaglie dalla base; ebbe una breve storia con Dawn.
- Flash (Wally West) - entrò nell'Elite dopo che recenti avvenimenti gli fecero mettere in dubbio la politica della League se reagire solo alle minacce; fu un membro delle due squadre contemporaneamente, ma per l'Elite utilizzò un nuovo costume oscuro.
- Major Disaster - un ex super criminale che, riformato, si unì anche alla Justice League.
- Kasumi - probabilmente un'assassina che uccise duecento uomini prima di compiere sedici anni, in realtà Batgirl (Cassandra Cain) sotto copertura inviata da Batman per monitorare l'Elite.
- Naif al-Sheikh - un arabo esperto di spionaggio internazionale che fu portato nell'Elite da Vera Black perché questa credeva che l'antipatia che lui prova per i metaumani avrebbe tenuto la squadra in scacco.

## Raccolte
La comparsa del gruppo fu raccolta in due volumi:
- Justice League Elite:
  - Volume 1 (contiene: Action Comics n. 775, JLA n. 100, JLA Secret Files 2004, e Justice League Elite dal n. 1 al n. 4, 208 pagine, 2005, Titan ISBN 1-84576-191-X, DC ISBN 1-4012-0481-3)[2];
  - Volume 2 (contiene  Justice League Elite dal n. 5 al n. 12, 192 pagine, 2007, Titan ISBN 1-84576-632-6, DC ISBN 1-4012-1556-4)[3];